# Geldropse Avondvierdaagse
De Geldropse Avondvierdaagse is een avondvierdaagse, die sinds 1963 elk jaar wordt georganiseerd in Geldrop in de Nederlandse provincie Noord-Brabant. De organisatie is in handen van de Stichting Wandel Avondvierdaagse Geldrop. Het evenement vindt plaats van dinsdag tot en met vrijdag in de eerste volle kalenderweek van juni, welke start op zondag.
Het evenement werd in de enquête "Toekomstvisie 2015", gehouden onder de inwoners van Geldrop, uitgeroepen tot hoogst gewaardeerde evenement van de gemeente.
Start- en finishlocatie is sinds 2006 het parkeerterrein aan De Heuvel, midden in het centrum van Geldrop. Het starten vindt plaats tussen 18:30 en 19:00 uur. Er is keuze uit wandelroutes van 4, 6 en 8 km.
De 50e editie (gouden jubileum) vond plaats van 5 tot en met 8 juni 2012. 